# Ephraïm de Novy Torg
Ephraïm de Novy Torg (en russe : Ефрем Новоторжский, Ephrem Novotorjski), né dans les années 980 en Pannonie et mort à Novy Torg le 28 janvier 1053, est un saint moine orthodoxe.

## Biographie
Ephraïm était un Hongrois, et avec ses frères, il quitta son pays natal et se rendit en Russie kiévienne. En 1015, son frère Georges fut assassiné, et le second entra au monastère des Laure des Grottes de Kiev, où il fut ensuite cannonsié sous le nom de Moïse le Hongrois. Ébranlé par la mort de son frère, il quitta la cour pour s'installer seul sur la rivière Tvertsa, où il fonda le monastère des Saints-Boris-et-Gleb en 1038 avec ses disciples.